# Pedro Romero
Pedro Romero (1937. augusztus 12. – 2018. március 12. vagy előtte) válogatott mexikói labdarúgó, középpályás.

## Pályafutása
Klubkarrierje során három csapatban, a Club Leónban, a Tolucában és a Necaxában játszott. A Tolucával 1967-ben bajnok és szuperkupa-győztes lett.
A válogatottal elutazott az 1962-es vb-re, azonban végül nem lépett pályára.

## Sikerei, díjai
- Mexikói bajnok: 1966–67
- Mexikói szuperkupa: 1967